# Shayne Ward
Shayne Thomas Ward (Manchester, 16 ottobre 1984) è un cantante e attore britannico.
Dopo aver vinto la seconda edizione britannica del celebre talent show X Factor nel 2005, ha pubblicato tre album di discreto successo per l'etichetta discografica Syco, sotto-etichetta della Sony BMG: Shayne Ward (2006), Breathless (2007) e Obsession (2010).
Il suo singolo d'esordio, That's My Goal, che ha raggiunto la prima posizione delle classifiche irlandese e britannica, è al momento il suo successo principale.

## Biografia

### Gli esordi:X Factor
Dopo aver partecipato, senza però trionfare, all'edizione del 2002 del programma Popstars, dalla quale uscirono vincitrici quell'anno le Girls Aloud, e dopo un'attività amatoriale da cantante come componente di un trio insieme a due ragazze chiamato Destiny, con le quali si esibiva nei locali londinesi, ha partecipato alla seconda edizione britannica del talent show X Factor nel 2005.
Nel corso della finale ha presentato il suo primo brano inedito, dopo essersi esibito in numerose cover di canzoni già celebri come Cry Me a River di Justin Timberlake o Careless Whisper di George Michael; l'inedito era intitolato That's My Goal, pubblicato come singolo immediatamente dopo la vittoria dello spettacolo con grande successo, avendo raggiunto la vetta delle classifica britannica e irlandese. La vittoria gli valse anche un contratto con l'etichetta discografica Syco di Simon Cowell, sotto-etichetta della Sony BMG.

### Shayne Ward, il primo album
Dopo la vittoria del talent show, il cantante è entrato in sala di registrazione per la realizzazione del suo disco d'esordio, l'eponimo Shayne Ward, pubblicato il 17 aprile 2006 dall'etichetta discografica Syco.
L'album fu anticipato, oltre che dal successo del singolo d'esordio That's My Goal, anche da un secondo singolo, No Promises, cover dell'omonimo brano di Bryan Rice pubblicato il 10 aprile 2006 e che ha ottenuto un discreto successo, raggiungendo la prima posizione della classifica in Irlanda e la seconda in Regno Unito, entrando anche nella classifica svedese e norvegese. Anche l'album ottenne un ottimo successo, raggiungendo le prime posizioni in Irlanda e Regno Unito e risultando il più venduto al mondo nella relativa classifica settimanale.
Shayne Ward, il suo album d'esordio omonimo, ha venduto 201 266 copie nella prima settimana ed è entrato nella chart album al numero uno. Ad oggi, l'album ha venduto 520 000 copie nel Regno Unito e altre 2.000, 000 in tutto il mondo, raggiungendo il numero uno in altri otto paesi. L'album è stato disco di platino.
L'album fu promosso anche da un terzo singolo, Stand by Me, che però non è riuscito a rendere l'impatto grafico delle due precedenti, entrando avendo un picco nella UK Singles Chart piazzandosi al numero quattordici. È andata leggermente meglio nella classifica irlandese la nona posizione.
Nell'agosto 2006, è stato riferito che Ward aveva sviluppato dei noduli nelle corde vocali - la stessa condizione che ha fermato la carriera di cantante, Julie Andrews - e doveva andare a Los Angeles i primi di settembre per vedere un chirurgo specialista. Il suo manager, Louis Walsh, ha rilasciato una dichiarazione che era fiducioso sulla pronta guarigione di Ward e sarebbe tornato al lavoro entro la fine del mese. Nel novembre 2006, ha pubblicato la sua autobiografia intitolata My Story. Ha viaggiato in vari luoghi in giro per il Regno Unito per la firma dei libri per la gioia dei suoi fans che sono intervenuti. Agli inizi del 2007, Ward ha intrapreso un tour solista nei locali del Regno Unito e Repubblica d'Irlanda, tenendo 18 concerti in 28 giorni dalla fine di gennaio a metà febbraio. Il tour iniziato a Dublino il 21 gennaio e si è concluso a Birmingham il 17 febbraio 2007.
Ad oggi, "That's My Goal" ha venduto oltre 1,3 milioni di copie nel Regno Unito.

### Breathless, il secondo album
Nel settembre del 2007 furono pubblicate due nuovi singoli, primi estratti dal secondo disco del cantante, Breathless.
I due singoli sono stati pubblicati come doppia a-side in Regno Unito, intitolata No U Hang Up/If That's Ok With You, e ha raggiunto la seconda posizione in Regno Unito. Negli altri stati, le canzoni sono state pubblicate separatamente e hanno raggiunto discrete posizioni in classifica.
L'album fu invece pubblicato solo a fine novembre dello stesso anno, ottenendo ottimi risultati in classifica sia in Irlanda che in Regno Unito, dove ha raggiunto rispettivamente la prima e la seconda posizione della classifica. Questo fu accompagnato da secondo e ultimo singolo estratto dall'album, intitolato anch'esso Breathless, anche questo di buon successo nelle classifiche.
Nel 2008 la promozione dell'album è proseguita con il tour The Breathless Tour 2008, con il quale in cantante ha girato tutta la Gran Bretagna.

### Obsession, il terzo album
È tornato sulle scene musicali con la pubblicazione del suo terzo album, Obsession, uscito il 15 novembre 2010. La pubblicazione del disco è stata anticipata dal singolo Gotta Be Somebody, cover dell'omonimo brano dei Nickelback inclusa nel terzo album di Ward, che ha avuto un discreto successo di vendite in Irlanda e in Regno Unito, dove ha raggiunto rispettivamente la decima e la dodicesima posizione delle classifiche locali. Il disco, pur non raggiungendo la vetta delle classifiche come i due precedenti, ha fatto registrare buoni dati di vendita piazzandosi all'undicesima e alla quindicesima posizione in classifica, rispettivamente in Irlanda e Regno Unito.
Dallo stesso disco è stata poi estratta come singolo la traccia omonima Obsession, nel febbraio 2011, senza però ottenere successo commerciale.
Il 9 giugno 2011 è stato annunciato che interpreterà Stacee Jaxx nel musical Rock of Ages allo Shaftesbury Theatre di Londra. Nel 2014 ottiene un ruolo in musical teatrale tratto da La guerra dei mondi.

### Closere ruoli da attore
Nel 2015 pubblica l'album Closer, che raggiunge la posizione 17 nella classifica britannica. Nel 2015 ottiene un ruolo fisso nella soap opera Coronation Street, che mantiene fino al 2018. Ottiene successivamente un ruolo nel film Stairs di Tom Paton. per il quale torna a recitare anche nel successivo film G-Loc. Continua nel frattempo a pubblicare alcuni singoli.

## Discografia

### Album
- 2006 - Shayne Ward
- 2007 - Breathless
- 2010 - Obsession
- 2015 - Closer

### Singoli
- 2005 - That's My Goal
- 2006 - No Promises
- 2006 - Stand by Me
- 2007 - If That's OK with You
- 2007 - No U Hang Up
- 2007 - Breathless
- 2010 - Gotta Be Somebody
- 2011 - Obsession
- 2015 - My Heart Would Take You Back
- 2015 - The Way You Were
- 2015 - Moving Target
- 2018 - A Different Corner
- 2020 - Over the Rainbow
- 2021 - Crazy in Love

## Filmografia

### Cinema
- Stairs, regia di Tom Paton (2019)
- G-Loc, regia di Tom Paton (2021)

### Televisione
- Coronation Street - Serie TV, 367 episodi (2015-2018)